# Marie-Dominique Simonet
Pour les articles homonymes, voir Simonet.
Marie-Dominique L.P. Simonet (Liège, 18 novembre 1959) est une femme politique belge de langue française, membre du Centre démocrate humaniste.

## Carrière
Docteur en Droit (ULg, 1983), avocate au barreau de Liège (1983-1989), Marie-Dominique Simonet entre au ministère des Finances en 1989, avant de prendre la direction du Port autonome de Liège: d'abord juriste (1990), elle y devient la directrice du Service économique (1993), ensuite la directrice générale, succédant à Robert Planchar (1er mars 1996).
Elle est ministre de la Recherche, des Technologies nouvelles et des Relations extérieures au Gouvernement wallon de 2004 à 2009. 
À la suite des élections du 7 juin 2009, elle devient le 17 juillet 2009 ministre de l'Enseignement obligatoire et de Promotion sociale de la Communauté française de Belgique.
Enfin, depuis décembre 2006, elle est conseillère communale à Esneux.
Le 4 juillet 2013, elle annonce par communiqué qu'elle est atteinte d'un cancer du sein et que son engagement ne peut être total dans sa fonction de ministre de l'enseignement, elle annonce ainsi sa démission.
Le 6 juillet 2013, Benoît Lutgen, président du CDH, annonce son remplacement par Marie-Martine Schyns.
Elle est élue députée wallonne le 25 mai 2014.

## Carrière politique
- Ministre wallonne (2004-2009)
- Conseillère communale d’Esneux (2006-)
- Députée fédérale (2007)
- Ministre communautaire (2009-2013)
- Députée wallonne (2013-)

## Autres mandats
- Directrice générale du Port autonome de Liège depuis 1996.
- Administratrice de l’Union wallonne des entreprises - Liège (UEW-Lg)
- Professeur invité à l’Université de Liège.